# SD Card Association
SD Card Association – stowarzyszenie zajmujące się promowaniem i rozwojem kart SD. Powstało w styczniu 2000 r. z inicjatywy Matsushita Electric Industrial, Panasonic, SanDisk Corporation i Toshiba Corporation.